# Лочки Врх (Бенедикт)
Лочки Врх (словен. Ločki Vrh) је насељено место у општини Бенедикт, Подравска регија, Словенија.

## Историја
До територијалне реорганизације у Словенији био је у саставу старе општине Ленарт.

## Становништво
У попису становништва из 2011. године, Лочки Врх је имао 80 становника.
| Број становника према пописима | Број становника према пописима | Број становника према пописима |
| ------------------------------ | ------------------------------ | ------------------------------ |
| 1991                           | 2002                           | 2011                           |
| 69                             | 85                             | 80                             |